# Kostel Všech svatých (Horšov)
Římskokatolický kostel Všech svatých v Horšově je románský, goticky a barokně přestavěný kostel. Jedná se o kulturní památku zrekonstruovanou v letech 2001–2005. Kostel je jednolodní, obdélný, s polygonálním závěrem presbytáře, k jehož jižní straně přiléhá obdélná kaple svaté Barbory, a s věží v jihozápadním nároží lodi. Presbytář je sklenut dvěma poli křížové klenby, podobně jako v kapli. Stěny zdobí cenné nástěnné malby z roku 1489.
Kostel spravuje Národní památkový ústav, územní odborné pracoviště v Plzni. Spadá pod zámek Horšovský Týn. Jeho návštěva je možná po předchozím ohlášení. Kostel je bezbariérově přístupný.

## Historie

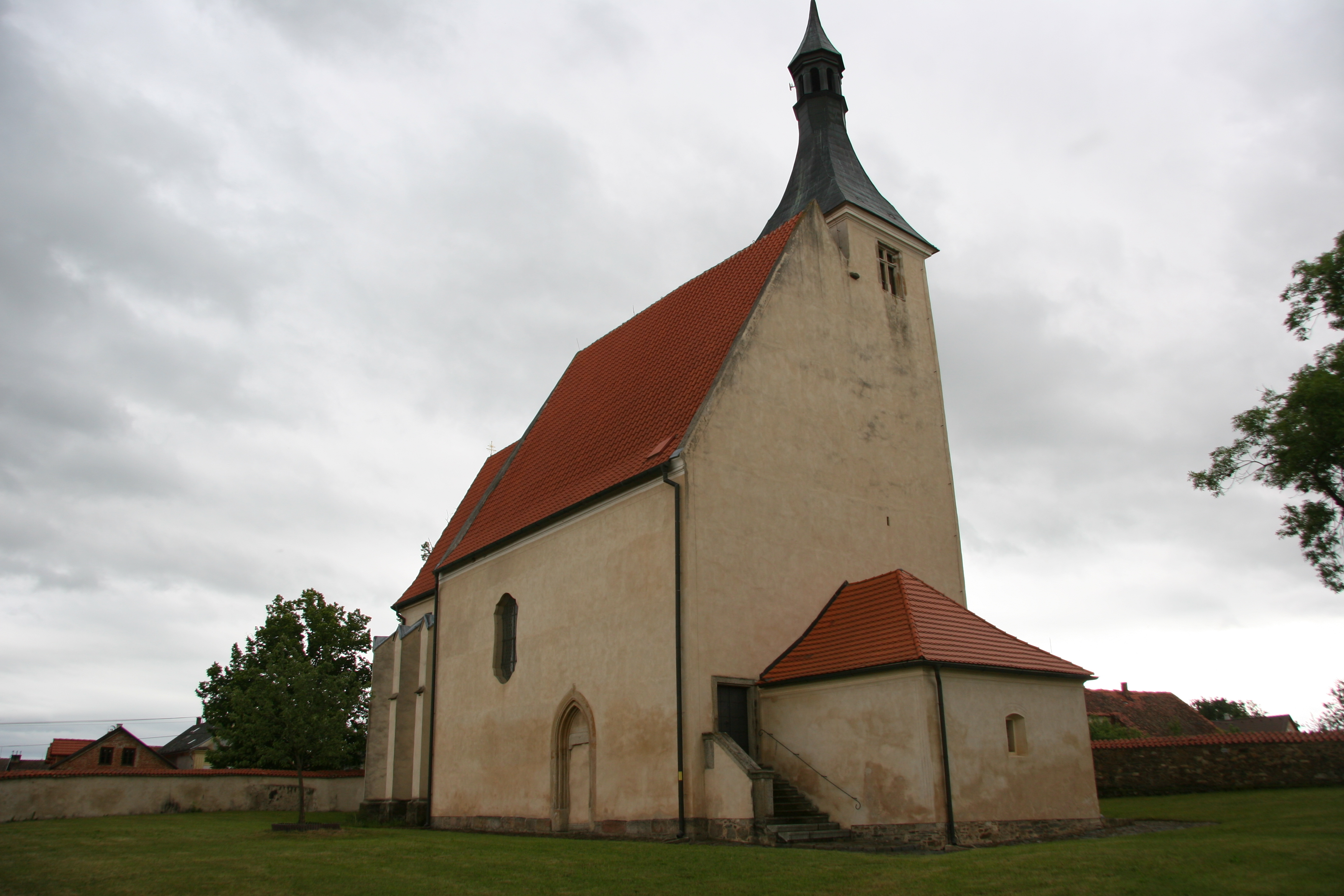
Západní průčelí

Původně pozdně románský kostel Všech svatých byl postaven asi na počátku 13. století. Z původní románské stavby se dochovaly věž, jižní a západní stěna lodi. Ves Horšov byla tehdy poměrně důležitým hospodářským a církevně správním centrem velkého majetku pražských biskupů. Nacházelo se v něm centrum arcijáhenství, dohlížející nad kněžími v celém Domažlickém kraji. Důležitost Horšova ovšem koncem 13. století začala upadat na úkor nově vzniklého Horšovského Týna, který měl strategicky výhodnější polohu při přechodu důležité zemské cesty přes Radbuzu do Řezna a lépe odpovídal požadavkům doby.

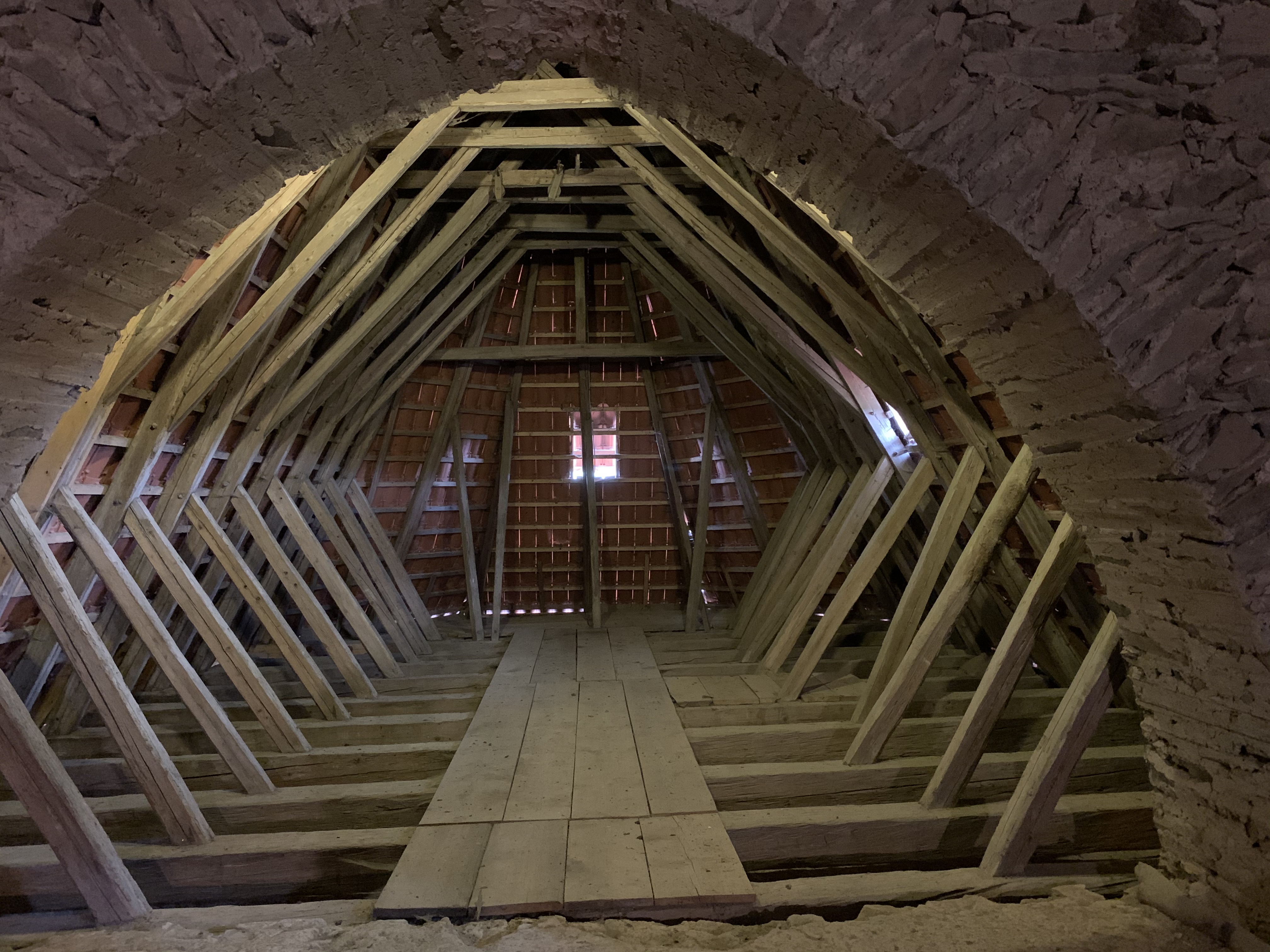
Gotický krov

Po přesunu arcijáhenství ke kostelu svatého Apolináře v Horšovském Týně zůstal biskupský dvorec volný a ve 14. století se stal tvrzí, která stála vedle původního Kostela Všech svatých. V poslední čtvrtině 14. století byl kostel goticky přestavěn a rozšířen o kapli Svaté Barbory, rozšíření lodi severním směrem a presbyterium. Právě gotický krov presbyteria je jedním z jeho nejcennějších prvků. Patří mezi nejstarší dochované krovy v Česku. Dochován zůstal také raritní plátový spoj krokví s vaznými trámy. Tato technologie byla později nahrazena obvyklým středovým čepem.
Na počátku 16. století byla přistavěna štíhlá kostelní věž. V roce 1648 byl kostel vydrancován Švédy. Znovu vysvěcen byl až bezmála po sto letech, v roce 1745. Naposledy do podoby kostela výrazněji zasáhly dílčí barokní úpravy provedené před rokem 1745, při nichž byl změněn interiér a proražena nová kasulová okna lodi.

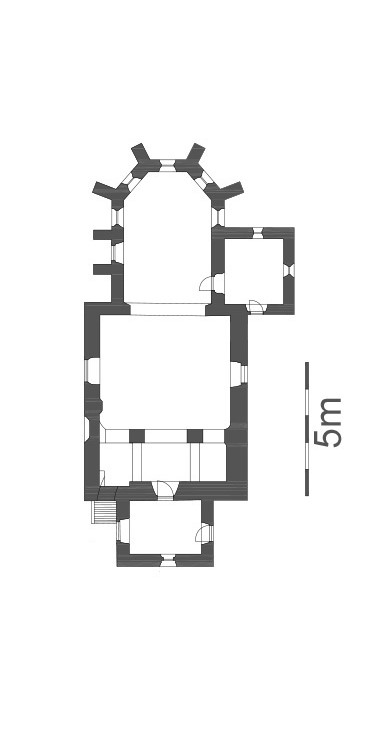
Půdorys kostela

Ve druhé polovině 20. století kostel zpustl a dostal se do havarijního stavu. V devadesátých letech pak značně zchátralý objekt převzal Památkový ústav v Plzni a v období mezi lety 2001 a 2005 zde byla vykonána rozsáhlá rekonstrukce v rámci Programu záchrany architektonického dědictví. Kostel byl opraven a to včetně hlavního oltáře Všech svatých z roku 1714 a bočních oltářů.

## Stavební podoba

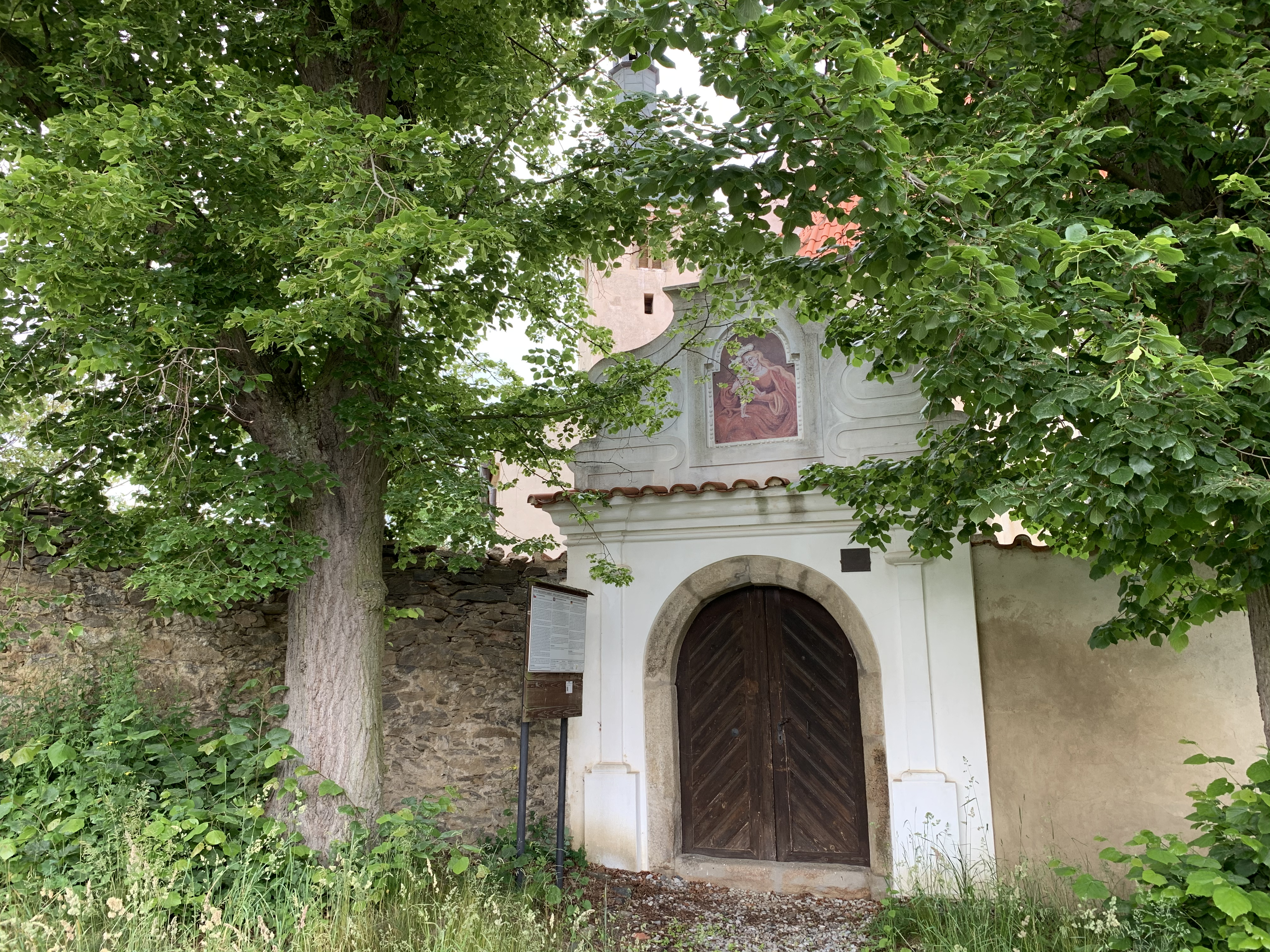
Vstupní raně barokní brána

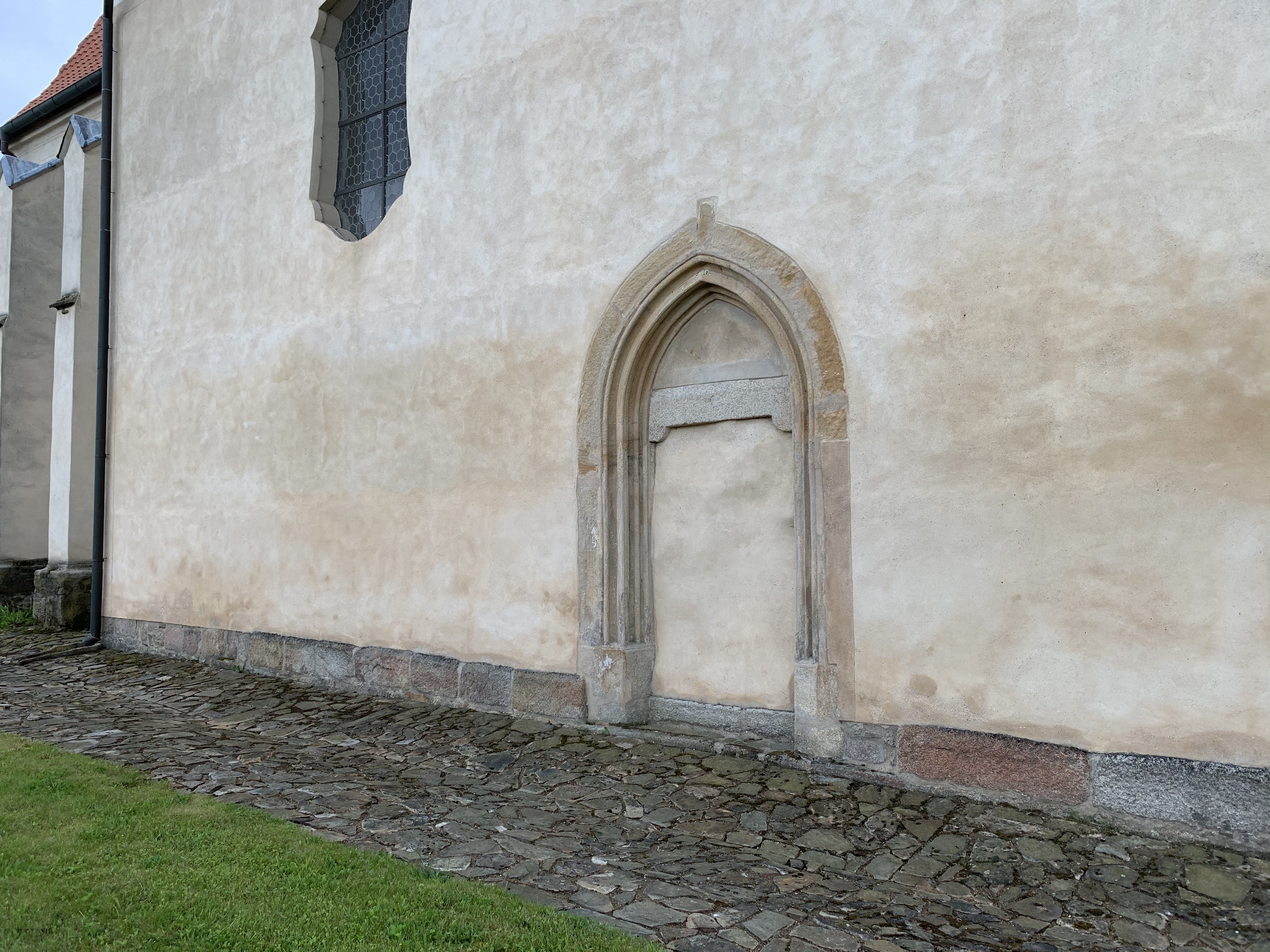
Zazděný gotický portál

Kostel se nachází na vyvýšeném místě někdejšího hřbitova, ze kterého se dochovala pouze hřbitovní zeď obíhající celý pozemek. Jediný přístup je zajištěn raně barokní bránu. Stavbu tvoří obdélná loď, v jejímž jihozápadním koutě stojí štíhlá hranolová věž, polygonální presbyterium, sakristie v podobě kaple svaté Barbory a západní vstupní předsíň. Původní románskou jednolodní svatyni dokládá prostorové a půdorysné uspořádání a poměrně rozsáhlé pozůstatky svislého zdiva z velkých opracovaných žulových kvádrů. Také zdivo klenuté z lomového kamene bylo před renovací na zdi s opadanou omítkou dobře patrné. V severním průčelí lodi stojí gotický portál, který je zaslepený barokní zazdívkou. Portál je vytesán z pískovce a jeho součástí byla zdobná římsa kolem obvodu obloukového portálu. Stopy po jejím osekání jsou dobře viditelné. V západní části lodi se nachází dvoupatrová tribuna, která zahrnuje prostory pod koutovou věží sklenuté v přízemí a prvním patře křížovou klenbou bez žeber. Presbyterium je pak sklenuto křížovými žebrovými klenbami stejně jako sakristie.

### Sakristie

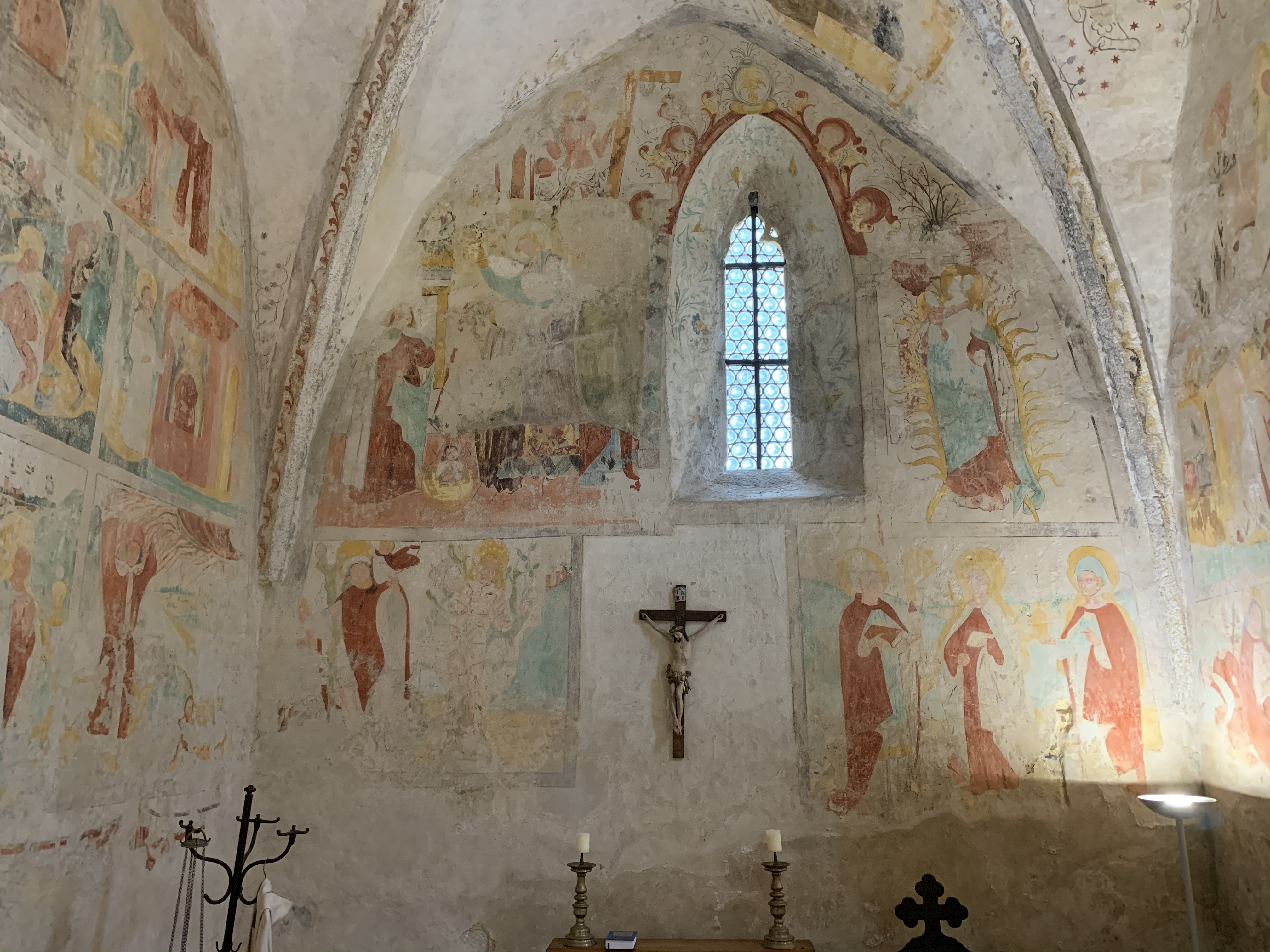
Malby v sakristii

Při gotické přestavbě se s přidáním sakristie nepočítalo. To dokazuje její umístění i fakt, že na jižní straně presbyteria bylo osekáno zdivo opěráku v místě pro navázání její zdi. Další opěrák, který původně stál v místě sakristie, musel být zbourán celý.
Dochovaným rozsahem je významná je její vnitřní výmalba datovaná do roku 1489. Na východní stěně se nachází pozůstatky malby Bolestného Krista s nástroji jeho utrpení, Panny Marie ve slunci oděné, svatého Kryštofa a archanděla Michaela, jak váží duše. Na jižní straně jsou pak znázorněny výjevy mariánsko-christologického cyklu. Zbylé stěny zdobí legendy o svaté Barboře v celkem 25 obrazech uspořádaných do čtyřech řad nad sebou. Kápě křížové klenby byly zdobeny malbou sedících postav čtyř církevních otců s nápisovými páskami a symboly evangelistů, tyto malby se ovšem dochovaly v nejmenším rozsahu.

### Severní věž

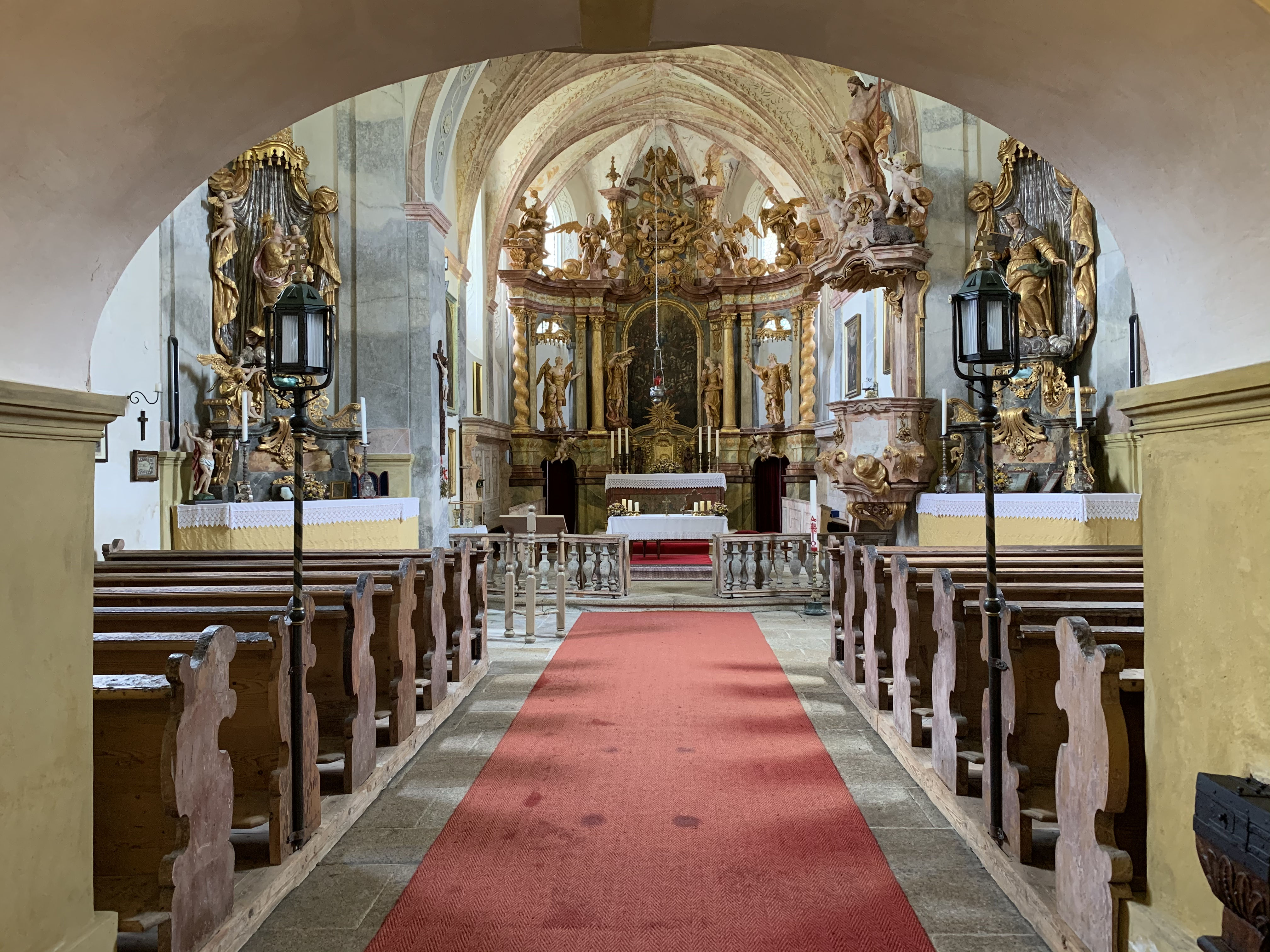
Interiér kostela

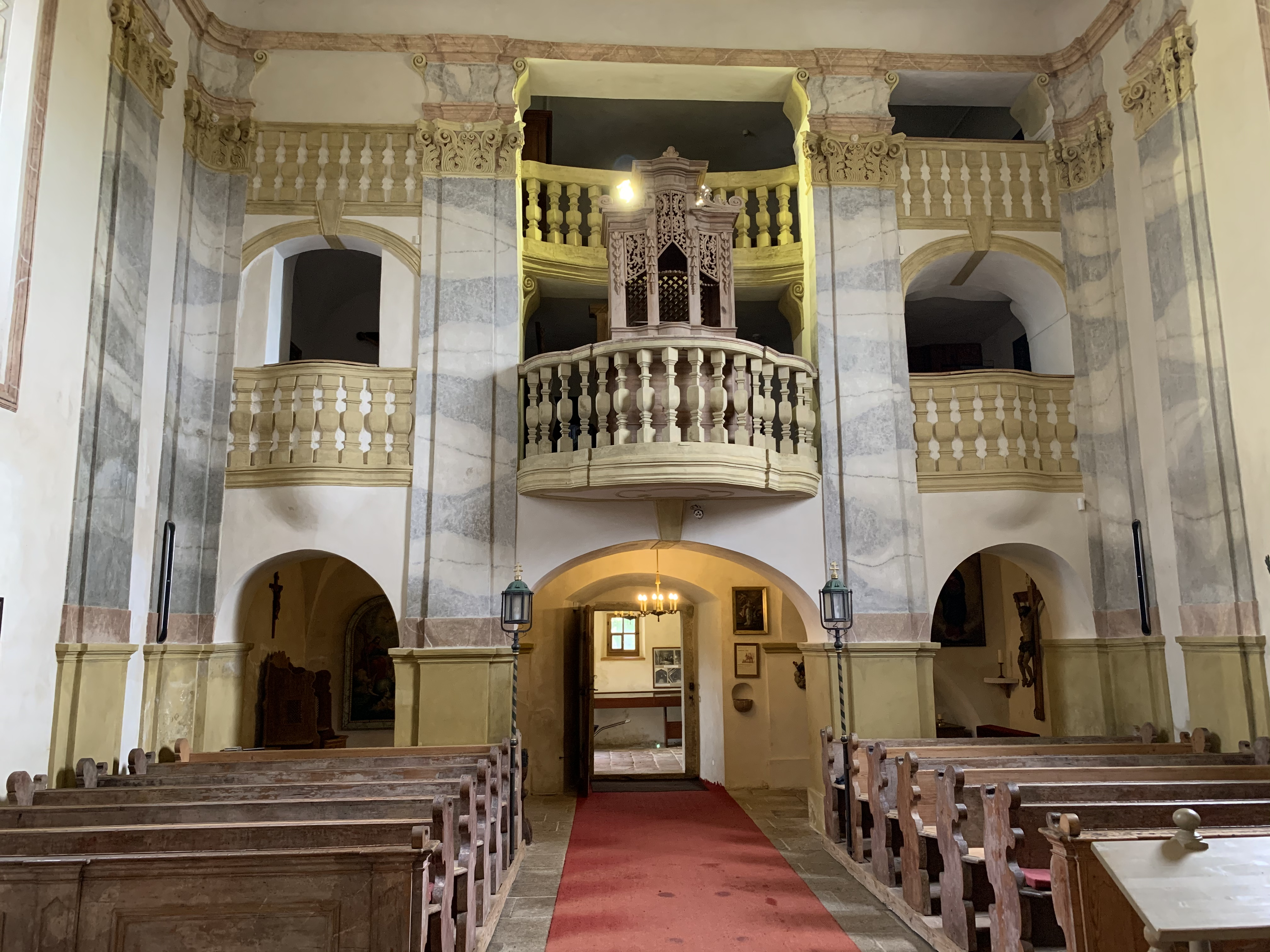
Pohled na tribunu

Věž je vyzděna z lomového kamene, stejně jako gotický štít, se kterým je navíc skladebně provázaná. V nejvyšším patře věže určeném pro zavěšení zvonu se nachází obdélná okna s bohatě tvarovaným pískovcovým ostěním. Ta byla určitě původně vytvořena pro reprezentativní světskou stavbu.

### Presbyterium
Na klenbách presbyteria se také nachází pozdně gotická bohatá výmalba, ale nedochovala se v tak dobrém stavu a rozsahu, jako malby v sakristii. I přes značné poškození je poznat, že šlo o tematický výpravný celek s náměty cyklu světců, symbolů evangelistů nebo andělů s nástroji Kristova utrpení. Zbytek ploch je zdoben bohatým stylizovaným rostlinným dekorem.

### Vrcholně barokní úpravy
Poslední úpravy jsou vrcholně barokní a proběhly v roce 1740 před druhým vysvěcením kostela. Zvenčí jsou patrné jen díky třem kasulovým oknům, jinak se úpravy exteriéru nedotkly. Dvě z nich osvětlují prostor lodi a třetí je umístěné na severní straně presbyteria.
Daleko výraznější jsou úpravy uvnitř kostela, zejména v lodi. Svislé členění stěn lodi tvoří svazkové a sdružené pilastry se zjednodušenými korintskými hlavicemi, pilastry stojí na vysoké zalamované podnoži. Plochý barokní strop je zdoben velkým štukovým zrcadlem ve vykrajovaném rámu a malovaným páskovým ornamentem. Západní tribuna je trojčetná rozdělená dvěma pilastry. Balustrády v prvním patře a středním poli druhého patra jsou půdorysně zprohýbány proti sobě. Celá tribuna působí symetricky, i přestože kvůli kostelní věži jsou proporce lehce nepravidelné. Hlavní oltář na způsob sloupové architektury s postranními portály, oba boční oltáře baldachýnového typu i kazatelna jsou dekorovány bohatou sochařskou a řezbářskou prací.